# Meir Shalev
Pour les articles homonymes, voir Shalev.
Meir Shalev (hébreu : מאיר שלו), né le 29 juillet 1948 dans le village de Nahalal en Galilée (Israël) et mort le 11 avril 2023 à Alonei Abba (Galilée), est un journaliste et écrivain israélien.
Il a publié des romans, des essais et des livres pour enfants, dont certains sont traduits en français. Il a contribué régulièrement au journal Yediot Aharonot.

## Biographie
Meir Shalev est né à Nahalal en Israël. Plus tard, il vit à Ginosar. Il est le fils du poète Jérusalem Yitzhak Shalev et le cousin de l'auteur Zeruya Shalev. Il fait son service militaire dans la brigade Golani, considérée comme une troupe d'élite. Il sert comme chef d'escouade dans la compagnie de reconnaissance de la brigade. Il combat pendant la guerre des Six Jours et il est blessé par un tir ami durant son temps sous les drapeaux.
Il commence sa carrière en présentant des longs métrages satiriques à la télévision et à la radio. Il anime l'émission Erev Shabbat (Vendredi soir) sur la première chaîne israélienne. Son premier roman est publié en 1988.
Les premières œuvres publiées par Shalev sont des livres pour enfants. Il écrit également des ouvrages de non-fiction, et une chronique hebdomadaire dans l'édition du week-end de Yediot Aharonot. Ses ouvrages font parfois appel au fantastique, souvent à l'humour et ont été traduits en 26 langues.
Engagé en faveur de la paix avec les Palestiniens et de la solution à deux États, il se montre très critique à l'égard de Benyamin Netanyahou. En janvier 2018, il est signataire avec 34 autres personnalités littéraires dont sa cousine Zeruya Shalev, David Grossman, Orly Castel Bloom et Amos Oz d'une lettre adressée au premier ministre israélien Benjamin Netanyahu lui demandant le non renvoi des personnes réfugiées originaires de l'Érythrée et du Soudan.
Meir Shalev meurt le 11 avril 2023 à l’âge de 74 ans. Il habitait à Jérusalem.

## Décoration
- Chevalier de l'ordre des Arts et des Lettres (2014)[4]

## Récompenses
- Prix du Club Juliet (Italie)
- Chiavari (Italie)
- Prix entomologique (Israël)
- Prix WIZO (France, Israël, Italie)
- Prix Brenner, la plus haute distinction littéraire d'Israël, pour Le Pigeon voyageur

## Œuvres choisies

### Romans
- Que la terre se souvienne, (hébreu : רומן רוסי) traduction française 1990  (ISBN 978-2226048028).
- Le baiser d'Esaü, traduction française 1993  (ISBN 978-2226062987).
- Pour l'amour de Judith, traduction française 1996,  (ISBN 978-2702126240).
- La meilleure façon de grandir, (hébreu : בביתו במדבר) traduction française 2004  (ISBN 978-2020668415).
- Le pigeon voyageur, traduction française 2009  (ISBN 978-2848930596).
- Fontanelle, (hébreu : פונטנלה) traduction française 2011  (ISBN 978-2070131136).
- Ma grand-mère russe et son aspirateur américain, (hébreu : Ha-davar haya kakha) traduction française 2013  (ISBN 978-2070131143).
- Un fusil, une vache, un arbre et une femme, (hébreu : Shteim dubim), traduction française 2017.

### Essais
- Ma Bible est une autre Bible, 1985, traduction française 2008  (ISBN 978-2848930480).